# آدمار دا سیلوا
آدِمار دا سیلوا (پرتغالی: Adhemar da Silva; ۲۹ سپتامبر ۱۹۲۷ – ۱۲ ژانویهٔ ۲۰۰۱) ورزشکار دو و میدانی اهل برزیل در رشتهٔ پرش سه‌گام بود. او قهرمان دو دورهٔ المپیک (المپیک ۱۹۵۲ هلسینکی و المپیک ۱۹۵۶ ملبورن) و دارای چهار رکورد جهانی بود.
دا سیلوا در فیلم اورفه سیاه نیز نقش‌آفرینی کرده و به عنوان فوتبالیست در باشگاه فوتبال سائو پائولو بازی کرده‌است.